# Valentin Calcan
Valentin-Gigel Calcan (n. 21 iulie 1965) este un fost deputat român în legislatura 2000–2004, ales în județul Dâmbovița pe listele partidului PSD. Senator al României în legislaturile 2008–2012 și 2012–2016. Calcan este căsătorit cu Dana Calcan, are un băiat născut în 1991 pe nume Alexandu Calcan.
Născut în Slobozia (Ialomița), a absolvit în anul 1983 Liceul de Matematică-Fizică din localitate. A făcut serviciul militar obligatoriu între septembrie 1983–iunie 1984 la arma artilerie terestră - termen redus. Între anii 1984–1989 a urmat Institutul Politehnic București, Facultatea de Electronică și Telecomunicații.

## Activitate politică

### Legislatura I (2000–2004)
În anul 2000 a fost ales ca deputat de Dâmbovița pe listele partidului PSD și a fost membru în grupurile parlamentare de prietenie cu Statul Plurinațional Bolivia și Regatul Unit al Marii Britanii și Irlanda de Nord. 

### Legislatura II (2008–2012)
În 2008 a fost ales ca Senator al României din partea PD-L în colegiul uninominal numărul 3, Dâmbovița cu un procentaj de 53,54%. Calcan a fost membru în grupurile parlamentare de prietenie cu Regatul Unit al Marii Britanii și Irlanda de Nord, Republica Armenia, Regatul Bahrein și Republica Columbia. 

### Legislatura III (2012–2016)
În 2012 a fost ales ca Senator al României din partea PSD în colegiul uninominal numărul 3, Dâmbovița cu votul a 45.622 de dâmbovițeni reprezentând 64,13% din totalul voturilor valabil exprimate. Calcan a fost membru în grupurile parlamentare de prietenie cu Regatul Bahrein și Regatul Unit al Marii Britanii și Irlanda de Nord.